# Litteraturåret 1955

## Händelser
- 7 oktober – Allen Ginsberg framför dikten Howl första gången, på Six Gallery, 3119 Fillmore Street, i San Francisco.

### Okänt datum
- En artikel British Journal of Education kritiserar Enid Blytons romaner för att vara kiosklitteratur.[1]
- Lawrence Ferlinghetti debuterar som poet med Pictures of the Gone World på sitt eget förlag City Lights i San Francisco.
- Carl Fredrik Reuterswärd debuterar som poet med Abra Makabra i Bonniers Lilla lyrikserien, nr 19.

## Priser och utmärkelser
- Nobelpriset – Halldór Laxness, Island[2]
- ABF:s litteratur- & konststipendium – Svante Foerster och Olof Hallsten
- Bellmanpriset – Nils Ferlin
- BMF-plaketten – Lars Ahlin för Stora glömskan
- De Nios Stora Pris – Sivar Arnér
- Doblougska priset – Karl Asplund och Sven Barthel, Sverige samt Herman Wildenwey, Norge
- Eckersteinska litteraturpriset – Olle Mattson
- Landsbygdens författarstipendium – Sven Edvin Salje, Märta Leijon, Anna Kajsa Hallgard och Ingvar Wahlén
- Letterstedtska priset för översättningar – Björn Collinder för översättningen av Beowulf
- Litteraturfrämjandets stora pris – Harry Martinson
- Pulitzerpriset – William Faulkner
- Sherlock-priset – H.-K. Rönblom
- Stig Carlson-priset – Werner Aspenström
- Svenska Akademiens översättarpris – Elmer Diktonius
- Svenska Dagbladets litteraturpris – Elsa Grave och Hans Peterson
- Tidningen Vi:s litteraturpris – Lennart Hellsing, Martin Nilsson och Örjan Lindberger, Björn von Rosen och Vilgot Sjöman
- Övralidspriset –  Erik Blomberg

## Nya böcker

### A – G

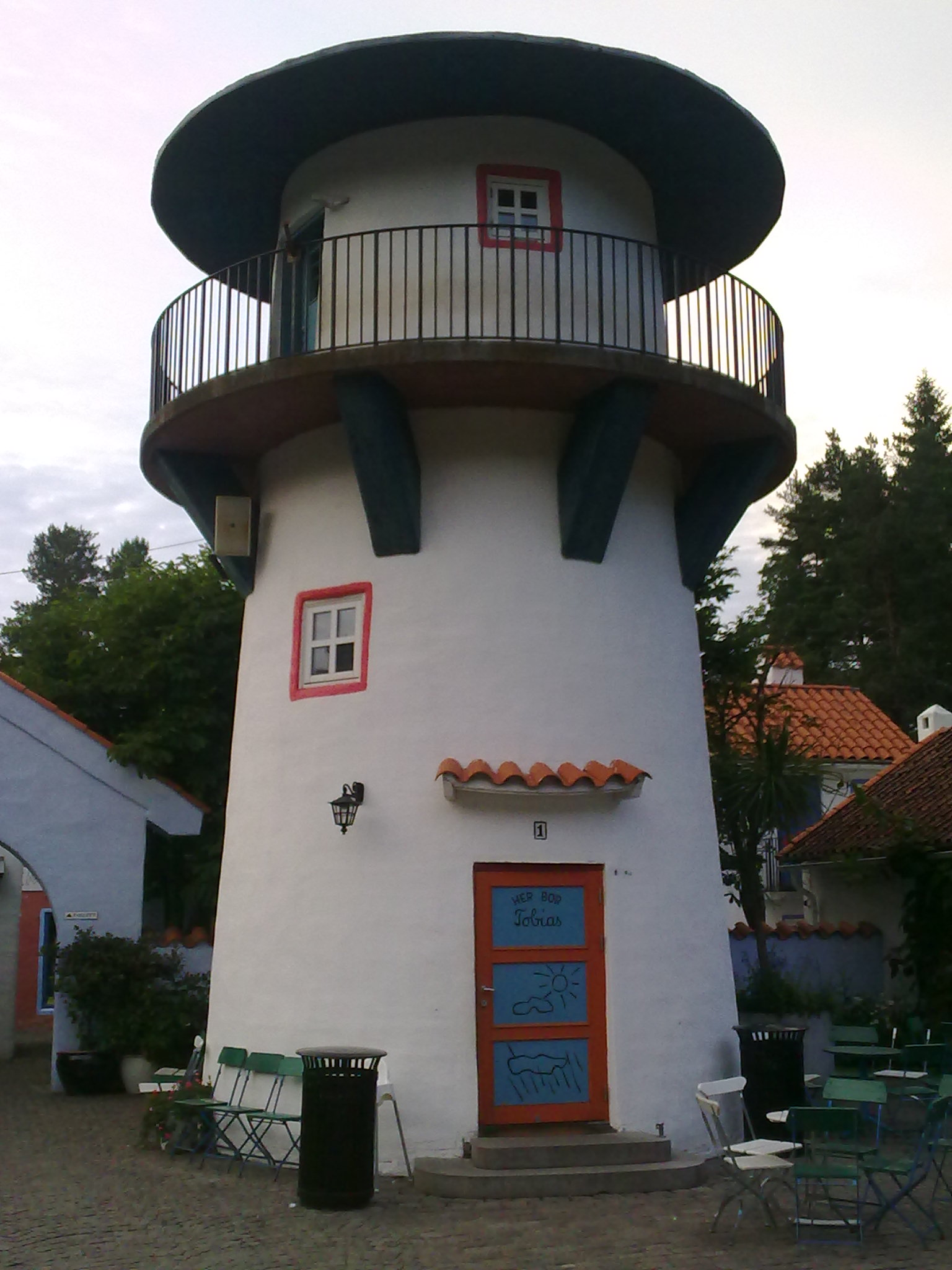
Folk och rövare i Kamomilla stad

- Abra Makabra av Carl Fredrik Reuterswärd
- Ariel av Elsa Grave
- Ars Magna av Vilhelm Ekelund
- Attentat av Ian Fleming
- Barn, bohemer och talgoxar av Emil Hagström
- Bjälken i ditt öga av Folke Fridell
- Briggen Tre Liljor av Olle Mattson
- Den förvandlade draken av Artur Lundkvist
- Den stillsamme amerikanen av Graham Greene
- Dikter 1946–1954 av Werner Aspenström
- Dikter i juli av Anna Greta Wide
- En inpiskad gentleman av J. P. Donleavy
- En man med många talanger av Patricia Highsmith
- En natt ur nuet av Per Anders Fogelström
- En underbar torsdag av John Steinbeck
- Folk och rövare i Kamomilla stad av Thorbjørn Egner[3].
- Fyratijo små Wijsor av Skogekär Bergbo med inledning och kommentarer av Bertil Sundborg

### H – N
- Hjortronlandet av Sara Lidman
- Höstvind och djupa vatten av H.-K. Rönblom
- Jubelvår av Jan Myrdal
- Kvinna, kvinna av Lars Ahlin
- Kärntner trilogi av Paracelsus
- Larsmässa av Jan Fridegård
- Lillebror och Karlsson på taket av Astrid Lindgren[4]
- Lolita av Vladimir Nabokov
- Lyktgubbarna av Jan Fridegård
- Med dikten mot befrielse av Gustav Hedenvind-Eriksson
- Min morbror trollkarlen av C.S. Lewis
- Mord klockan fem av Agatha Christie
- Mörk Arena av Mario Puzo
- Noaptea de Sânziene av Mircea Eliade

### O – U
- Oktoberlandet av Ray Bradbury
- Pictures of the Gone World av Lawrence Ferlinghetti
- Sagan om konungens återkomst  av J.R.R. Tolkien
- Samlade skrifter (10 volymer, 1950–55) av Frans G. Bengtsson
- Strountes av Gunnar Ekelöf
- Tidens död av Isaac Asimov
- Tidens gång av Eyvind Johnson
- Tunnel i skyn av Robert A. Heinlein

### V – Ö
- Vindrosor, moteld av Artur Lundkvist
- Vinterresa i Norrbotten av Eyvind Johnson
- Virvlande löv av Gabriel García Márquez
- Yngling i spegel av Erik Asklund

## Födda
- 2 februari – Leszek Engelking, polsk författare, poet och översättare.
- 8 februari – John Grisham, amerikansk författare.
- 17 februari – Mo Yan, kinesisk författare, nobelpristagare 2012.
- 20 februari – Klas Östergren, svensk författare och manusförfattare.
- 24 februari – Moni Nilsson-Brännström, svensk författare.
- 19 mars – John Burnside, skotsk poet och epiker.
- 27 april – Pija Lindenbaum, svensk författare och illustratör.
- 9 juli – Torsten Pettersson, finlandssvensk författare.
- 20 juli – Stig Larsson, svensk författare, dramatiker och filmregissör.
- 7 augusti – Vladimir Sorokin, rysk författare och illustratör.
- 17 oktober – Kay Glans, svensk författare och kulturskribent.
- 6 november – Catherine Asaro, amerikansk författare.
- 9 november – Ann Jäderlund, svensk poet.
- 4 december – Tuija Nieminen Kristofersson, finlandssvensk författare.
- 6 december – Raymond Benson, amerikansk teaterregissör, kompositör och författare.
- 18 december – Annika Ruth Persson, svensk författare och översättare.
- 24 december – Gary Lachman, amerikansk författare
- okänt datum – Robin Robertson, skotsk poet.

## Avlidna
- 12 augusti – Thomas Mann, 80, tysk författare och nobelpristagare 1929.
- 30 september – Pentti Haanpää, 49, finländsk författare.
- 10 oktober – Harald Beijer, 59, svensk författare och manusförfattare.
- 20 november – Are Waerland, 79, svensk författare.

### Fotnoter
1. ↑  Druce, Robert (1992). ”Chapter 4”. This Day Our Daily Fictions: an enquiry into the multi-million bestseller status of Enid Blyton and Ian Fleming. Costerus, n.s. vol.84. Amsterdam: Rodopi. ISBN 90-5183-401-2
2. ↑  ”Nobelpriset i litteratur”. https://www.nobelprize.org/prizes/lists/all-nobel-prizes-in-literature/. Läst 20 mars 2011.
3. ↑  ”Dyrparken Kristiansand”. Arkiverad från originalet den 12 januari 2014. https://web.archive.org/web/20140112080041/http://www.dyreparken.no/kart-parkinfo/kardemomme_by/Thorbjorn-Egner-og-Kardemomme-by/. Läst 21 mars 2011.
4. ↑  ”Astrid Lindgren”. http://www.astridlindgren.se/verken/bocker/textbocker. Läst 21 mars 2011.